# Cris Campion
Cris Campion (* 1. September 1966 in Versailles) ist ein französischer Schauspieler.

## Leben
Campion debütierte im Abenteuerfilm Piraten von Roman Polański aus dem Jahr 1986, in dem er an der Seite von Walter Matthau die Rolle des Matrosen Jean-Baptiste (Der Frosch) spielte. Für diese Rolle wurde er im Jahr 1987 für den César nominiert. In der Komödie Therapie Zwecklos (1987) von Robert Altman spielte er neben Jeff Goldblum. Für die Hauptrolle im Kriegsdrama Champ d’honneur wurde er 1988 erneut für den César nominiert.
Im Film Wer ist jetzt der Boß (1992) spielte Campion eine der größeren Rollen. Im Kriegsfilm Fall from Grace (1994) trat er an der Seite von James Fox, Michael York, Patsy Kensit und Tara Fitzgerald auf.

## Filmografie (Auswahl)
- 1986: Piraten (Pirates)
- 1987: Therapie zwecklos (Beyond Therapy)
- 1987: Champ d’honneur
- 1991: Fortune Express
- 1992: Wer ist jetzt der Boß (Sup de fric)
- 1992: Die Abenteuer des jungen Indiana Jones (The Young Indiana Jones Chronicles, Fernsehserie, 1 Folge)
- 1993: Karl der Große (Charlemagne, le prince à cheval, Miniserie)
- 1994: Fall from Grace
- 1995: Kommissar Navarro (Navarro, Fernsehserie, 1 Folge)
- 1996: Flics de choc: La dernière vague
- 2001: Méditerranée (Miniserie)
- 2003: Julie Lescaut (Fernsehserie, 1 Folge)
- 2004: Frank Riva (Fernsehserie, 1 Folge)
- 2005: Les Vagues
- 2005: La Tête haute
- 2007: Crime Scene Riviera (Section de recherches, Fernsehserie, 1 Folge)
- 2008, 2009: Plus belle la vie (Fernsehserie, 7 Folgen)